# Manoir de Lielahti
Le manoir de Lielahti est situé dans le quartier Lielahti de Tampere en Finlande.  

## Présentation
Le manoir et le château d'eau du quartier sont des bâtiments d'importance nationale.
Metsä Board et ses prédécesseurs possédaient le manoir de Lielahti jusqu'à ce que la société vende la zone et ses bâtiments à la ville de Tampere en 2014.